# Funk Wav Bounces Vol. 1
Funk Wav Bounces Vol. 1 è il quinto album in studio del DJ e produttore britannico Calvin Harris, pubblicato il 30 giugno 2017.

## Tracce
1. Slide (featuring Frank Ocean & Migos) – 3:50
2. Cash Out (featuring ScHoolboy Q, PartyNextDoor & D.R.A.M.) – 3:55
3. Heatstroke (featuring Young Thug, Pharrell Williams & Ariana Grande) – 3:49
4. Rollin (featuring Future & Khalid) – 4:32
5. Prayers Up (featuring Travis Scott & A-Trak) – 3:24
6. Holiday (featuring Snoop Dogg, John Legend & Takeoff) – 2:49
7. Skrt on Me (featuring Nicki Minaj) – 3:48
8. Feels (featuring Pharrell Williams, Katy Perry & Big Sean) – 3:43
9. Faking It (featuring Kehlani & Lil Yachty) – 4:00
10. Hard to Love (featuring Jessie Reyez) – 3:50